# Evicción
La evicción es una situación jurídica que se caracteriza por la privación total o parcial de una cosa, sufrida por su adquirente, en virtud de una sentencia judicial o administrativa, "esta puede ser derivada de una acción reivindicatoria" dictada sobre la base de derechos alegados por terceros cuyas causas son anteriores al título de adquisición del primero.
Esta situación, no obstante, se verifica con ocasión de diversas convenciones, caracterizándose por ser una turbación de derecho, el Código Civil Chileno la trata a propósito de la compraventa y el arrendamiento, principalmente.
La palabra viene del latín evincere, que significa derrotar, despojar o vencer en un litigio.

## Requisitos de la evicción
Para que haya evicción en la compraventa, se precisa la concurrencia de los siguientes requisitos copulativos:
- Que el comprador sea privado del todo o parte de la cosa comprada a consecuencia de un derecho que intente un tercero sobre la cosa.
- Que la privación que sufre el comprador tenga una causa anterior a la venta
- Que la evicción se produzca por sentencia judicial.

La evicción debe ser saneada por el vendedor, siendo una de sus obligaciones en el contrato de compraventa. Así, el comprador judicialmente atacado tiene la opción de citar de evicción al vendedor, el que deberá tomar su lugar como demandado en el juicio. 
En caso de que la defensa fracase, y la cosa sea declarada evicta, el vendedor debe devolver el precio, resarcir los perjuicios y pagar las costas judiciales al comprador.